# Tithonium
| ❮ | System  | Serie      | Stufe         | ≈ Alter (mya) |
| ❮ | später  | später     | später        | jünger        |
| - | ------- | ---------- | ------------- | ------------- |
| ❮ | J u r a | Oberjura   | Tithonium     | 145 ⬍ 152,1   |
| ❮ | J u r a | Oberjura   | Kimmeridgium  | 152,1 ⬍ 157,3 |
| ❮ | J u r a | Oberjura   | Oxfordium     | 157,3 ⬍ 163,5 |
| ❮ | J u r a | Mitteljura | Callovium     | 163,5 ⬍ 166,1 |
| ❮ | J u r a | Mitteljura | Bathonium     | 166,1 ⬍ 168,3 |
| ❮ | J u r a | Mitteljura | Bajocium      | 168,3 ⬍ 170,3 |
| ❮ | J u r a | Mitteljura | Aalenium      | 170,3 ⬍ 174,1 |
| ❮ | J u r a | Unterjura  | Toarcium      | 174,1 ⬍ 182,7 |
| ❮ | J u r a | Unterjura  | Pliensbachium | 182,7 ⬍ 190,8 |
| ❮ | J u r a | Unterjura  | Sinemurium    | 190,8 ⬍ 199,3 |
| ❮ | J u r a | Unterjura  | Hettangium    | 199,3 ⬍ 201,3 |
| ❮ | früher  | früher     | früher        | älter         |

Das Tithonium (im Deutschen oft verkürzt zu Tithon, seltener auch Tithonien, bis 1990 zum Teil auch als Portlandium bezeichnet) ist die höchste chronostratigraphische Stufe des Jura und dauerte geochronologisch von etwa 152,1 bis etwa 145 Millionen Jahren. Das Tithonium folgt auf das Kimmeridgium und wird vom Berriasium, der untersten Stufe der Unteren Kreide, abgelöst.

## Namensgebung und Geschichte
Das „Tithon“ wurde 1865 von Albert Oppel eingeführt. Der Name des Tithoniums geht auf Tithonos zurück, einer Figur aus der griechischen Mythologie. Tithonos war der Gatte der Eos, der Göttin der Morgenröte, vergleichbar dem Tithonium, das eng mit dem Beginn der Kreidezeit verbunden ist.

## Definition und GSSP
Die Stufe beginnt mit der Ammoniten-Zone des Hybonoticeras hybonotum und endet mit dem Einsetzen des Ammoniten Berriasella jacobi. Ein GSSP (globale Typlokalität und Typprofil) wurde bisher noch nicht festgelegt.

## Untergliederung
Im tethyalen Bereich wird das Tithonium in sieben Ammoniten-Biozonen untergliedert:
- Durangites
- Micracanthoceras micranthum
- Micracanthoceras ponti/Burckardticeras peroni
- Semiformiceras fallauxi
- Semiformiceras semiforme
- Semiformiceras darwini
- Hybonoticeras hybonotum

Es findet eine weitere Unterteilung der Stufe in ein Unteres, Mittleres und Oberes Tithonium statt, letzteres entspricht dem Portlandian in England.

## Faziesausbildung
Im Bereich der marinen Ablagerungen der Tethys ist das Tithon als kalkige Fazies mit einer typischen Kopffüßerfauna ausgebildet. Aus dem Tithonium Deutschlands (Solnhofener Plattenkalk) stammen die Fossilien des „Urvogels“ Archaeopteryx und damit die erdgeschichtlich ältesten Belege für die Evolution der Vögel.